# Climocella triticum
Climocella triticum är en snäckart som beskrevs av James Frederick Goulstone och Mayhill 1998. Climocella triticum ingår i släktet Climocella och familjen Charopidae. Inga underarter finns listade i Catalogue of Life.